# Harry Van Bergen
Harry Van Bergen (Paris, 15 de agosto de 1871 — Chelsea, 31 de dezembro de 1963) foi um velejador estadunidense, medalhista olímpico. Ele competiu nas provas da classe acima de 20 toneladas realizadas nos Jogos Olímpicos de Verão de 1900, conquistando a medalha de bronze na corrida disputada a bordo do Formosa.
Em 1904, ele fundou o Hospital Americano de Paris com o Dr. AJ Magnin, que visava oferecer aos expatriados acesso a médicos treinados nos Estados Unidos no subúrbio parisiense de Neuilly-sur-Seine.